# فرودگاه زئوار
فرودگاه زئوار  (به انگلیسی: Zouar Airport)  یک فرودگاه همگانی   است . این فرودگاه در شهر زوآر کشور  چاد قرار دارد .